# جامع دار الحديث
جامع دار الحديث (بالتركية: Darülhadis Camii) مسجد في أدرنة، بتركيا.
بناه السلطان مراد الثاني في عام 1435م على طول نهر التونجا (بالتركية: Tunca nehri)، حيث البناء يصلح كمسجد أو كمدرسة. أثناء حروب البلقان، دمر البلغاريون المئذنة بنيران المدفعية.
دُفن بجانبه أبناء السلطان مراد الثاني: السلطان مصطفى الثالث والسلطان أحمد الثالث.